# Jean le Silenciaire
Jean le Silenciaire ou l'Hésychaste (Ἅγιος Ἰωάννης ὁ Ἡσυχαστής °454 - †558), est un évêque de Colonie en Arménie.
C'est un saint que l'Église catholique  célèbre le 7 décembre et l'Église orthodoxe le 3 décembre.

## Biographie
Originaire de Nicopolis en Arménie, il y fonda à l'âge de vingt ans et finança sur son héritage un premier monastère d'une dizaine de moines. 
Évêque de Colonie, il renonça à sa charge au bout de dix ans, pour ne pas entrer en conflit avec son beau-frère qui était gouverneur du pays.
Il se retira alors comme reclus dans la grande laure de Saint-Sabbas, aux portes de Jérusalem, où il s'éteignit à l'âge de 104 ans, dont soixante passés dans le désert.